# Ernesto Hoost
Ernesto Hoost, apodado Mr. Perfect (11 de julio de 1965, Heemskerk), es un ex luchador de K-1 neerlandés-surinamés y que fue campeón del mundo en cuatro ocasiones. Hizo su debut en 1993 en el K-1 World Grand Prix 1993 y anunció su retiro el 2 de diciembre de 2006 después del torneo K-1 World GP 2006 Final en el Domo de Tokio, Japón.
En 2014, Ernesto Hoost fue incluido con Helen Jurisic en Sports Hall of Fame Internacional por el presidente de la República de Croacia, Ivo Josipovic.

## Biografía
En 2006, Hoost declaró que su último torneo de K-1 sería el K-1 World Grand Prix 2006, donde fue derrotado en semifinales por Semmy Schilt siendo ovacionado por todo el estadio.
Hoost actualmente entrena a Paul Slowinski gracias a lo cual Slowinski ganó el torneo de K-1 de Ámsterdam en 2007. Además también ha entrenado al luchador y campeón de PRIDE, Fedor Emelianenko.
Hoost se presentó como un ayudante en la esquina del luchador de UFC, Antoni Hardonk en el UFC 85 que disputó ante Eddie Sánchez.
Hoost actualmente vive en Hoorn con su esposa y su hijo.

## Palmarés
- Campeón del Mundo IKBF 1990. Semipesado.
- Campeón del Mundo ISKA 1990. Semipesado.
- K-1 World Grand Prix 1993. Finalista.
- K-2 World Grand Prix 1993. Campeón.
- K-1 World Grand Prix 1997. Campeón.
- K-1 World Grand Prix 1999. Campeón.
- K-1 World Grand Prix 2000 en Nagoya. Finalista.
- K-1 World Grand Prix 2000. Campeón.
- K-1 World Grand Prix 2001 en Melbourne. Campeón.
- K-1 World Grand Prix 2002. Campeón.